# Moraea gracilenta
Moraea gracilenta är en irisväxtart som beskrevs av Peter Goldblatt. Moraea gracilenta ingår i släktet Moraea och familjen irisväxter. Inga underarter finns listade i Catalogue of Life.